# Bärbel Große
Bärbel Große ist eine ehemalige deutsche Handballspielerin. 1964/65 wurde sie mit dem SC Empor Rostock DDR-Meisterin im Feldhandball. Zudem stand sie mit der Mannschaft im Finale in der Halle. Im folgenden Jahr wurde Große mit dem SC Feld- und Hallenmeisterin. Auch 1966/67 gewann das Team mit Bärbel Große die Meisterschaft.